# Пелевин, Александр Васильевич
Александр Васильевич Пелевин (1915—1944) — старший сержант Рабоче-крестьянской Красной Армии, участник Великой Отечественной войны, Герой Советского Союза (1945).

## Биография
Александр Пелевин родился 29 июня 1915 года в деревне Дьяконцево ныне Вологодской области. В 1938—1940 годах проходил службу в Рабоче-крестьянской Красной Армии, участвовал в боях советско-финской войны. После демобилизации в 1940 году некоторое время жил в Котласе, работая сменным буровым мастером. В 1941 году Пелевин повторно был призван в армию. С того же года — на фронтах Великой Отечественной войны.
К декабрю 1944 года старший сержант Александр Пелевин командовал отделением 67-го отдельного сапёрного батальона 28-й стрелковой дивизии 22-й армии 2-го Прибалтийского фронта. Отличился в сражениях на территории Прибалтики. 23 декабря 1944 года Пелевин лично проделывал проходы в минных и проволочных заграждениях. Ему удалось выполнить поставленную перед ним боевую задачу, но при этом он погиб. Похоронен на воинском кладбище в городе Добеле в Латвии.
Указом Президиума Верховного Совета СССР от 29 июня 1945 года старший сержант Александр Пелевин посмертно был удостоен высокого звания Героя Советского Союза. Также был награждён орденами Ленина и Красной Звезды, рядом медалей.

## Память
В Вологде имя А. В. Пелевина выбито на обелиске воинской славы (памятнике вологжанам — Героям Советского Союза и полным кавалерам ордена Славы).
В Котласе на мемориальной стене городского парка 9 мая 1990 года была установлена памятная доска с фамилией, инициалами и датами жизни А. В. Пелевина.
В деревне Дьяконцево Вологодского районав 2023 году на родине установлен памятник, а  29.06.2025 на памятник установлен бюст.